# С-350
С-350 Витез је руски против ваздушни и против ракетни систем средњег домета, који је развио Алмаз-Антеј. Направљен је специјално како би заменио старе совјетске ПВО системе попут С-300ПС, Бук-М1-М2 итд.

## Дизајн и развој
Почетак развоја овог ПВО система је кренуо средином 2007 године и трајао нешто више од 6 година.
Систем се састоји од:
- 50П6Е (Возило са лансером и ракетама)
- 50К6Е (Командо-контролно возило)
- 50Н6Е (Возило са мултифункционалним радаром)

Сва возила су заснова на BAZ (Bryansky Avtomobilny Zavod) шасијама.Време које је потребно да се систем активира у борбеним дејствима износи око 5 минута.
Први систем је 2020. године ушао у наоружање Руске Армије ,а Алжир се намеће као први инострани купац.

## Ракете
| Параметри                  | 9M96E2   | 9M96E     | 9M100    |
| -------------------------- | -------- | --------- | -------- |
| Минимални домет по даљини  | 2.5 км   | 1 км      | 500 м    |
| Максимални домет по даљини | 120 км   | 60 км     | 15 км    |
| Минимални домет по висини  | 5 м      | 5 м       | 5 м      |
| Максимални домет по висини | 30 км    | 20 км     | 8 км     |
| Брзина                     | 4800 м/с | Непознато | 1000 м/с |
| Тежина                     | 449 кг   | 333 кг    | 140 кг   |
| Дужина                     | 5.35 м   | 4.75 м    | 3.125 м  |
| Калибар                    | 273 мм   | 240 мм    | 200 мм   |
| Тежина бојеве главе        | 24 кг    | 24 кг     | 14.5 кг  |

## Галерија
- Командно возило 50P6E.
- 50П6Е Возило са лансером.
- 50Н6Е возило са мултифункционалним радаром.